# امین بوداغی
امین بوداغی  (زاده ‎۲۹ شهریور ۱۳۶۸) قایقران کانو اهل ایران است. از افتخارات وی میتوان به کسب مدال برنز در بازی‌های آسیایی ۲۰۱۰ و بازی‌های آسیایی ۲۰۱۸ اشاره کرد.